# رامون خوزه ولاسکوئز
رامون خوزه ولاسکوئز موخیکا (اسپانیایی: Ramón José Velásquez Mujica‎); (زادهٔ ۲۸ نوامبر ۱۹۱۶ – درگذشتهٔ ۲۴ ژوئن ۲۰۱۴) یک تاریخ‌نگار، روزنامه‌نگار، وکیل و سیاستمدار اهل ونزوئلا بود.
رامون خوزه ولاسکوئز در ۲۴ ژوئن ۲۰۱۴، در سن ۹۷ سالگی درگذشت.